# Římskokatolická farnost Rychnov na Moravě
Římskokatolická farnost Rychnov na Moravě je jedno z územních společenství římských katolíků v děkanátu Svitavy s farním kostelem svatého Mikuláše v děkanátu Svitavy.

## Historie farnosti
První písemná zmínka o obci pochází z roku 1365. Fara je doložena roku 1486, roku 1550 byla luterská, za třicetileté války (1630) zanikla. Rychnov se stal v polovině 18. století význačným poutním místem, zvaným někdy „nový Mariazell". Největšího rozsahu dosáhla účast poutníků v 60. letech 18. století, ale už počátkem 19. století jejich počet ustával.
Nynější barokní kostel svatého Mikuláše pochází z roku 1730, současná fara byla postavena v roce 1777.

## Duchovní správci
Do června 2017 zde jako administrátor působil R. D. Mgr. Pavel Jagoš. Toho od července téhož roku vystřídal R. D. Mgr. Karel Macků.

## Bohoslužby
| Kostel           | Místo             | Bohoslužba (den)    | Hodina                                   | Poznámka     |
| ---------------- | ----------------- | ------------------- | ---------------------------------------- | ------------ |
| svatého Mikuláše | Rychnov na Moravě | neděle středa pátek | 9.30 16.00 (zimní čas)/18.00 (letní čas) | Farní kostel |

## Aktivity farnosti
Každoročně se ve farnosti koná tříkrálová sbírka, v roce 2017 se při ní vybralo 16 519 korun.
V září 2018 ve farnosti uděloval svátost biřmování biskup Josef Nuzík. 